# Irish Masters 1999
Das Benson & Hedges Irish Masters 1999 war ein Snooker-Turnier im Rahmen der Snooker Main Tour der Saison 1998/99. Das Einladungsturnier wurde vom 21. bis 28. März in Kill bei Dublin ausgetragen. Traditionell fand das Turnier in der Arena von Goffs statt.
Nach seiner Disqualifikation 1998 trat Finalsieger Ronnie O’Sullivan wieder an, er schied aber ebenso im Viertelfinale aus wie der nachträgliche Gewinner Ken Doherty. Im Finale traf Stephen Hendry auf den Engländer Stephen Lee. Wie zwei Jahre zuvor gewann der Schotte knapp mit 9:8. Damit zog er mit Terry Griffiths gleich, der das Turnier in den 1980ern ebenfalls dreimal gewonnen hatte. Erfolgreicher war nur Rekordsieger Steve Davis gewesen, der allerdings gleich achtmaliger Titelträger ist.

## Preisgeld
Die Gewinnsumme stieg um mehrere Tausend Pfund. Von etwa 200 £ mehr im Viertelfinale bis etwas mehr als 2.000 £ für den Sieger reichten die Erhöhungen.
| Platzierung    | Preisgeld |
| -------------- | --------- |
| Sieger         | 63.226 £  |
| Finale         | 28.662 £  |
| Halbfinale     | 13.488 £  |
| Viertelfinale  | 6.744 £   |
| Runde 1        | 5.058 £   |
| Höchstes Break | 2.529 £   |
| Insgesamt      | 168.601 £ |

Anm.: Die ungeraden Beträge resultieren aus der Umrechnung von irischen in britische Pfund.

## Finalrunde
Die Top 9 der Weltrangliste waren zum Turnier eingeladen worden. Dazu kamen traditionell Steve Davis und Jimmy White sowie als zweiter irischer Spieler Michael Judge, Nummer 58 der Rangliste. Die Spieler ab Platz 5 spielten in Runde 1 gegeneinander. Die Top 4 waren für das Viertelfinale gesetzt. Wie in den Vorjahren wurden die ersten drei Runden im Modus Best of 11 gespielt. Das Finale ging über 9 Gewinnframes (Best of 17).
|  | Runde 1 (Best of 11) | Runde 1 (Best of 11) | Runde 1 (Best of 11) |    |             | Viertelfinale (Best of 11) | Viertelfinale (Best of 11) | Viertelfinale (Best of 11) |    |                | Halbfinale (Best of 11) | Halbfinale (Best of 11) | Halbfinale (Best of 11) |  |  | Finale (Best of 17) | Finale (Best of 17) | Finale (Best of 17) |
|  |                      |                      |                      |    |             |                            |                            |                            |    |                |                         |                         |                         |  |  |                     |                     |                     |
|  |                      |                      |                      |    |             | 1                          | John Higgins               | 1                          |    |                |                         |                         |                         |  |  |                     |                     |                     |
|  | 7                    | Peter Ebdon          | 6                    |    |             | 1                          | John Higgins               | 1                          |    |                |                         |                         |                         |  |  |                     |                     |                     |
|  | 7                    | Peter Ebdon          | 6                    | 7  | Peter Ebdon | 6                          |                            |                            |    |                |                         |                         |                         |  |  |                     |                     |                     |
|  | 12                   | Michael Judge        | 2                    | 7  | Peter Ebdon | 6                          |                            |                            | 7  | Peter Ebdon    | 4                       |                         |                         |  |  |                     |                     |                     |
|  | 12                   | Michael Judge        | 2                    |    |             |                            |                            |                            | 7  | Peter Ebdon    | 4                       |                         |                         |  |  |                     |                     |                     |
|  |                      |                      |                      |    | 2           | Stephen Hendry             | 6                          |                            |    |                |                         |                         |                         |  |  |                     |                     |                     |
|  |                      |                      |                      | 2  | 2           | Stephen Hendry             | 6                          | Stephen Hendry             | 6  |                |                         |                         |                         |  |  |                     |                     |                     |
|  | 6                    | John Parrott         | 3                    | 2  |             |                            |                            | Stephen Hendry             | 6  |                |                         |                         |                         |  |  |                     |                     |                     |
|  | 6                    | John Parrott         | 3                    | 10 | Steve Davis | 3                          |                            |                            |    |                |                         |                         |                         |  |  |                     |                     |                     |
|  | 10                   | Steve Davis          | 6                    | 10 | Steve Davis | 3                          |                            |                            | 2  | Stephen Hendry | 9                       |                         |                         |  |  |                     |                     |                     |
|  | 10                   | Steve Davis          | 6                    |    |             |                            |                            |                            | 2  | Stephen Hendry | 9                       |                         |                         |  |  |                     |                     |                     |
|  |                      |                      |                      |    | 9           | Stephen Lee                | 8                          |                            |    |                |                         |                         |                         |  |  |                     |                     |                     |
|  |                      |                      |                      | 3  | 9           | Stephen Lee                | 8                          | Ronnie O’Sullivan          | 4  |                |                         |                         |                         |  |  |                     |                     |                     |
|  | 5                    | Mark Williams        | 2                    | 3  |             |                            |                            | Ronnie O’Sullivan          | 4  |                |                         |                         |                         |  |  |                     |                     |                     |
|  | 5                    | Mark Williams        | 2                    | 11 | Jimmy White | 6                          |                            |                            |    |                |                         |                         |                         |  |  |                     |                     |                     |
|  | 11                   | Jimmy White          | 6                    | 11 | Jimmy White | 6                          |                            |                            | 11 | Jimmy White    | 3                       |                         |                         |  |  |                     |                     |                     |
|  | 11                   | Jimmy White          | 6                    |    |             |                            |                            |                            | 11 | Jimmy White    | 3                       |                         |                         |  |  |                     |                     |                     |
|  |                      |                      |                      |    | 9           | Stephen Lee                | 6                          |                            |    |                |                         |                         |                         |  |  |                     |                     |                     |
|  |                      |                      |                      | 4  | 9           | Stephen Lee                | 6                          | Ken Doherty                | 1  |                |                         |                         |                         |  |  |                     |                     |                     |
|  | 8                    | Alan McManus         | 2                    | 4  |             |                            |                            | Ken Doherty                | 1  |                |                         |                         |                         |  |  |                     |                     |                     |
|  | 8                    | Alan McManus         | 2                    | 9  | Stephen Lee | 6                          |                            |                            |    |                |                         |                         |                         |  |  |                     |                     |                     |
|  | 9                    | Stephen Lee          | 6                    | 9  | Stephen Lee | 6                          |                            |                            |    |                |                         |                         |                         |  |  |                     |                     |                     |
|  | 9                    | Stephen Lee          | 6                    |    |             |                            |                            |                            |    |                |                         |                         |                         |  |  |                     |                     |                     |

## Finale
Schon zum fünften Mal seit 1989 stand Stephen Hendry im Finale des Irish Masters, das er schon zweimal gewonnen hatte. Stephen Lee stand überhaupt erst zum zweiten Mal in einem Endspiel, wobei er sein erstes früher in der Saison beim Grand Prix gewonnen hatte. Zweimal hatten sie bislang gegeneinander gespielt, zweimal hatte der 6-fache Weltmeister klar gewonnen.
Doch diesmal dominierte von Anfang an der Außenseiter das Match. Die ersten beiden Frames waren noch umkämpft, beide Male reichten Hendry 43 Punkte nicht zum Sieg. Die nächsten beiden Frames holte sich Lee mit deutlichem Vorsprung. Nach der Pause erhöhte der Engländer sogar noch auf 5:0, bevor Hendry der erste Punkt gelang. Allerdings holte er den Frame gleich mit einem Century-Break und nahm den Schwung mit in die nächsten beiden Frames, die er auch für sich entschied. Mit 3:5 hatte er noch einen vernünftigen Zwischenstand zum Sessionende erreicht. Am Abend schaffte er zwar mit einem weiteren hohen Break sofort den Anschluss, doch das Finale drehte sich wieder und Frame um Frame zog Stephen Lee wieder davon. 8:4 führte er schon und nur noch ein Frame fehlte ihm zum Sieg, als sich das Match erneut drehte. Mit einem umkämpften 13. Frame, den Hendry mit einem 51er Break für sich entschied, fand der Schotte wieder ins Spiel. Einem 89er Break ließ er zwei Centurys folgen und schon hatte er den Ausgleich geschafft. Schließlich ließ er Lee auch im Entscheidungsframe keine Chance und stellte mit einem weiteren hohen Break den 9:8-Sieg sicher. Es war sein dritter Irish-Masters-Sieg und der dritte Titelgewinn in dieser Saison.
| Finale: Best of 17 Frames Goffs, Kill, Irland, 28. März 1999 |                |             |
| Stephen Hendry | 9:8            | Stephen Lee |
| Nachmittag: 43:68 (55), 43:77, 5:79 (67), 7:63, 30:79, 123:1 (123), 81:0 (81), 69:17; Abend: 80:10 (80), 45:75 (52), 0:79 (50), 47:69, 82:35 (51), 105:1 (89), 123:7 (123), 104:25 (104), 85:1 (85) |                |             |
| 123 | Höchstes Break | 67          |
| 3 | Century-Breaks | –           |
| 8 | 50+-Breaks     | 4           |

## Century-Breaks
Mit 5 Breaks von über 100 Punkten, davon 3 im Finale, erwies sich Stephen Hendry als verdienter Turniersieger. Dem unterlegenen Finalisten Stephen Lee blieb immerhin das höchste Break des Turniers von 139 Punkten und damit noch einmal 2.529 £ als Zusatzprämie. 11 Centurys gab es insgesamt in den 11 Partien, 5 Spieler waren daran beteiligt.
| Stephen Lee    | 139                |
| Peter Ebdon    | 136, 127, 111      |
| Michael Judge  | 134                |
| Stephen Hendry | 133, 123 (3×), 104 |
| Steve Davis    | 113                |